# Campestre (Minas Gerais)
Campestre es un municipio brasilero del estado de Minas Gerais. Su población estimada en 2004 era de 22.150 habitantes.

## Iglesia Católica
El municipio pertenece a la Diócesis de Guaxupé.

## Economía
Los principales productos de economía local son el Café y el ganado. El territorio municipal contienen reservas de hierro, caulim, mica, feldespasto y amianto. Sin embargo, el plantío de café es la principal actividad económica de la ciudad. La fruticultura es otra actividad económica que viene destacándose en el municipio.